# Мертвоед-моллюскоед
Мертвоед-моллюскоед (лат. Ablattaria laevigata) — вид жуков из семейства мертвоедов.

## Описание
Жуки длиной тела 9-19 мм. Переднеспинка полуэллиптическая, сверху покрыта отчетливыми точками. Передний край переднеспинки равномерно закруглён. Надкрылья равномерно округлые в равномерной пунктировке.

## Биология
Предпочитает сухие степные и лесостепные местообитания. Личинки и взрослые жуки питаются наземными брюхоногими моллюсками, червями и прочими беспозвоночными. Некоторые авторы предполагают возможность питания растительной пищей. Самки откладывают яйца группами по 3—11 штук, суммарно плодовитость достигает до 100 яиц.
В разных частях ареала пик активности жуков может приходиться на различные сезоны. В Предкавказье они встречаются в августе, а в Западной Европе — с апреля по июнь.

## Распространение
Встречается в Западной Европе (на север до Великобритании), на юге Восточной Европы, в Турции, Сирии и на Кавказе.